# Нургіса Тлендієв
Нургі́са Тленді́єв (каз. Нұрғиса Тілендиев) — село у складі Ілійського району Алматинської області Казахстану. Входить до складу Караойського сільського округу.
До 2005 року село називалось Чилікімір.
Населення — 3322 особи (2021; 1644 у 2009, 1317 у 1999, 1186 у 1989).